# Lagaffe nous gâte
 (juillet 2025).
Si vous disposez d'ouvrages ou d'articles de référence ou si vous connaissez des sites web de qualité traitant du thème abordé ici, merci de compléter l'article en donnant les références utiles à sa vérifiabilité et en les liant à la section « Notes et références ».
Lagaffe nous gâte est l'album 8 dans la série originale de Gaston. Il a paru en 1970.

## Personnages
- Gaston Lagaffe
- Léon Prunelle
- Yves Lebrac
- Jef Van Schrijfboek
- Joseph Longtarin
- Mademoiselle Jeanne
- Fantasio
- Bertje Van Schrijfboek
- Jules-de-chez-Smith-en-face
- Aimé De Mesmaeker
- Bertrand Labévue
- Joseph Boulier
- Gustave
- Mélanie Molaire